# Morten Therkildsen
Morten Therkildsen (nascido em 24 de setembro de 1983) é um ciclista de BMX dinamarquês que representou o seu país nos Jogos Olímpicos de 2012, em Londres, onde terminou em décimo nono competindo na prova de BMX.